# ケイジナイン
ケイジナイン(Cage9)とは、アメリカ合衆国,カリフォルニア州ロサンゼルスにて結成されたラウドロックバンドである。本国アメリカよりも、特に日本で人気が高いバンドで、1stアルバム「El Motivo」は、スマッシュヒットを記録した。

## 現在のメンバー
- エヴァン・ロダニッチー/Evan Rodaniche - (ヴォーカル・ギター)

パナマ共和国で生まれ、その後アメリカ合衆国に移住した。また音楽エンジニアとしても有名で、これまでに数多くの楽曲を手がけてきている。
- ガスタボー・アード/Gustavo Aued - (ベース)
- ジェシー・ベルツ/Jesse Beltz - (ギター)
- ゴードン・ヘッカマン/Gordon Heckaman- (ドラム)

## 略歴
カリフォルニア州ロサンゼルスの繁華街にあるアパートにて、エヴァンを中心に結成。バンド名はドイツ語の"nein"(英語で"no"の意)と英語の「Cage」をくっつけて決められたもので(Cage nein→Cage9)、直訳すると「no cage=限界のない」となり、限界のないバンドになろうという思いから付けられた。
1996年、1stアルバム「Master Blaster」をリリース。
1997年、2ndアルバム「Audiophiliac」をリリース。
2000年8月1日、3rdアルバム「Human Feedback」をリリース。
2002年、4thアルバム「Fearful Orbits」をリリース。
2006年10月17日、5thアルバム「el motivo」をリリース。
2008年、アコースティックアルバム「...for amnesia」をリリース。
2009年4月14日、6thアルバム「survival plan」をリリース。
2012年10月11日、7thアルバム｢How to Shoot Lasers from Your Eyes
｣をリリース。
2016年6月3日、8thアルバム「Illuminator」をリリース。
2019年1月22日、9thアルバム「Hypesthesia」をリリース。

## ディスコグラフィー

### アルバム
| 発売   | アルバムのタイトル                 | セールス      |
| 1996年 | Master Blaster                     | -             |
| 1997年 | Audiophiliac                       | -             |
| 2000年 | Human Feedback                     | -             |
| 2002年 | Fearful Orbits                     | -             |
| 2006年 | el motivo                          | 日本で1万枚＋ |
| 2009年 | survival plan                      | -             |
| 2012年 | How To Shoot Lasers From Your Eyes |               |
| 2016年 | Illuminator                        |               |
| 2019年 | Hypesthesia                        |               |

### コンピレーション・アルバム
- 「...for amnesia」 - アコースティックアルバム